# Reginaldo Pujol
Reginaldo da Luz Pujol (Quaraí, 1 de outubro de 1939) é um político brasileiro.
Neto do imigrante catalão Izidro Pujol e filho de Ruth e Ivo Pujol, é casado com Maria Regina e tem dois filhos (Cristina e Reginaldo Filho). Formou-se pela Faculdade de Direito da PUCRS, em 1969. Ingressou cedo no movimento estudantil, tendo militado na UDN, ARENA e PDS, foi um dos fundadores do PFL, hoje Democratas, partido no qual segue filiado até os dias atuais.
Foi vereador de Porto Alegre por duas legislaturas entre 1973 e 1983, depois mais cinco legislaturas entre 1995 até 2019. Se afastou do cargo de vereador apenas quando foi reeleito em 2004 para o período 2005/2008 e renunciou para ser eleito deputado estadual. Em 2012 e 2016 elegeu-se novamente vereador em Porto Alegre para mandato até 2020. Atualmente é o Vice-Presidente da Câmara Municipal de Porto Alegre na gestão da Presidente da Câmara, Mônica Leal (PP-RS). Em 2020 será o presidente da Câmara Municipal em seu último ano de mandato. Reginaldo Pujol é o decano de Porto Alegre, termo utilizado para definir os políticos mais antigos de uma cidade, estado ou região.